# Macrohyliota truncatipennis
Macrohyliota truncatipennis là một loài bọ cánh cứng trong họ Silvanidae. Loài này được Heller miêu tả khoa học năm 1898.